# Partido Popular de Taiwán (República de China)
El Partido Popular de Taiwán (PPTW; chino simplificado: 台湾民众党; chino tradicional: 臺灣民眾黨; el nombre presentado en la solicitud al Ministerio del Interior es 台灣民眾黨, que está en forma de variante en chino tradicional; pinyin: Táiwān Mínzhòng Dǎng; Wade-Giles: T'ai-Wan Min-Chung-Tang) es un partido político en Taiwán, establecido formalmente el 6 de agosto de 2019 por el alcalde de Taipéi Ko Wen-je, quien se desempeña como su primer y actual presidente.

## Proceso de aplicación
El partido fue propuesto en agosto de 2019 por el alcalde de Taipéi Ko Wen-je, para la aprobación del Ministerio del Interior como uno de los partidos políticos legales de Taiwán. Lleva el nombre del Partido Popular Taiwanés del activista político de la era japonesa de Taiwán Chiang Wei-shui, que se formó en 1927 como el primer partido político de Taiwán. El recién formado Partido Popular de Taiwán llevó a cabo su asamblea fundadora el 6 de agosto de 2019, el 60 cumpleaños de Ko y el 129 aniversario del nacimiento de Chiang, como un requisito del Ministerio del Interior. Según Ko, el Partido Popular de Taiwán busca "convertirse en una alternativa" tanto para la Coalición Pan Verde liderada por el Partido Progresista Democrático como para la Coalición Pan Azul influenciada por el Kuomintang.
Chiang Li-jung, un descendiente de Chiang Wei-shui, declaró que Ko estaba aprovechando las similitudes entre él y Chiang Wei-shui. La Fundación Cultural Chiang Wei-shui criticó el nombre del partido político de Ko, afirmando que puede surgir confusión entre él y la actividad política de Chiang. En respuesta, Ko declaró que prefería conservar el nombre, ya que el establecimiento de un partido político no era un acto ilegal y, por lo tanto, no debería verse obstaculizado de ninguna manera. El 2 de agosto de 2019, Tseng Hsu-cheng, exteniente de alcalde de Tainan, inició una petición contra el registro del TPP bajo ese nombre, citando el impacto histórico del anterior Partido Popular Taiwanés.

### Creación
La asamblea fundadora del Partido Popular de Taiwán se celebró en el Centro de Convenciones Internacionales del Hospital Nacional Universitario de Taiwán el 6 de agosto de 2019. De los 111 miembros del partido fundador, 72 asistieron a su asamblea fundadora. Ko fue elegido presidente del partido.